# Плуот

Ряд гібридів роду Prunus

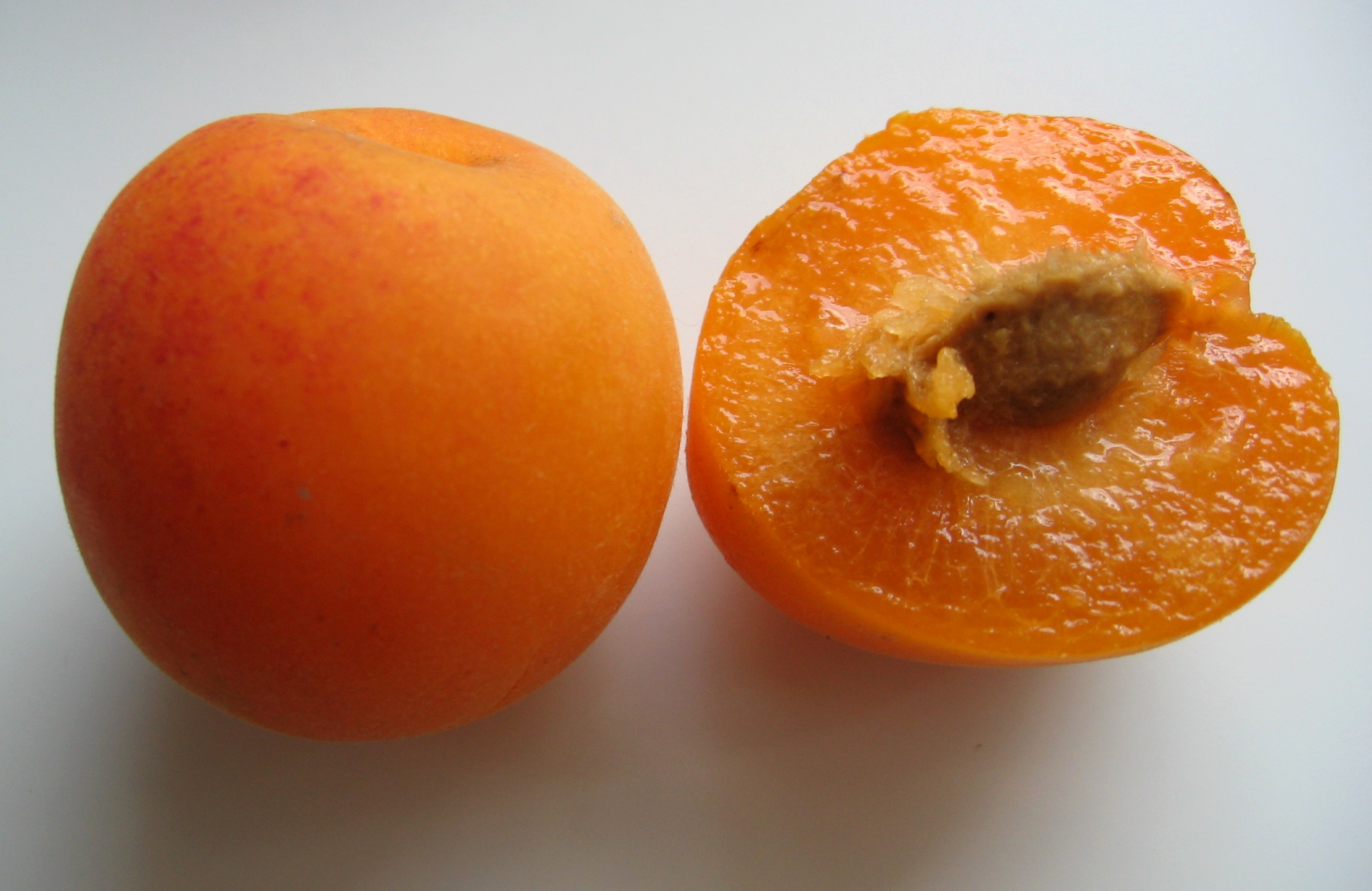
Плуот сорту Splash

Плуот, Апріум — повний перехресний гібрид між сливами (Prunus salicina Lindl., Prunus cerasifera Ehrh. або їх гібридами) і абрикосою (Prunus armeniaca L.), і що показує більшою мірою характерні риси сливи. Гібрид генетично складається з чверті (25 %) абрикоса і три чверті (75 %) сливи.
Плуот — торгова марка, що охоплює групу різновидів плумкотів, виведених наприкінці XX столітті американським генетиком Флойдом Зайґером.
. Ця торгова марка зареєстрована компанією Zaiger's Genetics.
Апріум — гібрид сливи та абрикоса, виведений відомим американським селекціонером Флойдом Зайґером, схрещуванням сливи «Імперіал» (25%) та абрикоси (75%). Плоди великі, масою 50-70 г. Зовні схожі на абрикоси, але без типового для них опушення, шкірка гладка. М'якоть має приємний солодкий смак, з апельсиновим присмаком та дуже приємним ароматом. Кісточка середнього розміру, добре відділяється від м'якоті. Споживаються в свіжому вигляді і для переробки (джеми, варення).
Дозріває з перших чисел серпня.